# Fusinus laviniae
Fusinus laviniae is een slakkensoort uit de familie van de Fasciolariidae. De wetenschappelijke naam van de soort is voor het eerst geldig gepubliceerd in 2006 door Snyder & Hadorn.